# Anna Magdalena de Birkenfeld-Bischweiler
Anna Magdalena de Birkenfeld-Bischweiler (en alemany Anna Magdalena von Pfalz-Birkenfeld-Bischweiler) va néixer a Estrasburg (França) el 14 de febrer de 1640 i va morir a Babenhausen el 12 de desembre de 1693. Era una noble alemanya filla del comte palatí Cristià I (1598-1654) i de Magdalena Caterina de Wittelsbach (1607-1648).

## Biografia
El 19 d'octubre de 1659 es va casar a Bischwiller amb Joan Reinhard II de Hanau-Lichtenberg (1628-1666), fill del comte Felip Wolfgang (1595-1641) i de Joana d'Oettingen-Oettingen (1602-1639). El matrimoni va tenir cinc fills: 
- Joana Magdalena (1660-1715), casada amb el comte Joan Carles August de Leiningen-Dagsburg-Falkenburg (1662-1698).
- Lluïsa Sofia (1662-1751), casada amb el comte Frederic Lluís de Nassau-Saarbrücken-Ottweiler (1651-1728).
- Francesca Albertina (1663-1736).
- Felip Reinhard (1664-1712).
- Joan Reinhard III (1665-1736), casat amb Dorotea Frederica de Brandenburg-Ansbach (1676-1731).

En morir el seu marit va fixar la seva residència al palau de Babenhausen. Va ser enterrada al panteó familiar de l'església de Sant Joan, a Hanau, destruït en un dels bombardejos de la Segona Guerra Mundial.